# Giovanni Battista Natali
Giovan Battista Natali, a volte indicato come Giovanni Battista (Pontremoli, 1698 – Piacenza, 1768), è stato uno scultore e pittore italiano del periodo tardo-barocco molto apprezzato nelle varie corti italiane del Settecento.

## Biografia
Figlio di Francesco, pittore, e nipote di Giuseppe e pronipote di Carlo, tutti pittori, seguì anch'egli la professione di famiglia.

Da Pontremoli si trasferì a Parma, città in cui fu molto attivo e in cui realizzò numerose tele, molto stimato dalla duchessa Elisabetta Farnese. Nel 1728 lavorò anche come scenografo presso il Teatro Regio della città insieme a Pietro Righini. 
Successivamente si trasferì a Piacenza, dove operò intensamente tra il 1730 e il 1733. 

Nel 1734 si recò a Napoli presso il re Carlo di Borbone dove realizzò numerosi dipinti e contribuì alle decorazioni del Palazzo Reale.
Nel 1735 giunse a Genova dove allestì le scene per la rappresentazione del Demofoonte al Teatro del Falcone insieme all'artista reggiano Giovanni Battista Fascetti. 
Il Natali fu attivo anche nella propria città d'origine e vi realizzò le decorazioni interne alla Chiesa di Nostra Donna.

Morì a Piacenza nel 1768.